# Kent Nilsson
Kent Åke Nilsson detto Kenta (Nynäshamn, 31 agosto 1956) è un ex hockeista su ghiaccio svedese, di ruolo centro.
Nel suo periodo nella National Hockey League (NHL) era soprannominato Mr. Magic.
È sposato con la golfista professionista Helen Alfredsson dal 2005. Da una relazione precedente ha avuto un figlio, Robert Nilsson, anch'egli giocatore professionista di hockey su ghiaccio.

## Carriera
Nilsson ha iniziato la sua carriera nel 1973-74, ed ha giocato le sue prime quattro stagioni da professionista in Svezia, con il Djurgården di Stoccolma. Dopo aver trascorso l'annata 1976-1977 con l'AIK, arrivò in Nord America, ai Winnipeg Jets della World Hockey Association (WHA). Due stagioni più tardi ha calcato per la prima volta il ghiaccio NHL con gli Atlanta Flames nella stagione 1979-80, al termine della quale ha raccolto 93 punti.
Nella stagione successiva la franchigia si spostò a Calgary, e con i Calgary Flames in quella stagione mette a segno 131 punti, ancora oggi record imbattuto per la squadra, giungendo terzo nella classifica marcatori.
Nilsson giocò a Calgary fino al 1984-85, ed al termine di quella stagione passò ai Minnesota North Star, in cambio di un diritto di draft che i Flames usarono per assicurarsi Joe Nieuwendyk. Vi restò una stagione e mezzo: dopo 44 incontri giocati nella stagione 1986-87, passò agli Edmonton Oilers.
Con gli Oilers vinse la sua unica Stanley Cup, al fianco di grandi giocatori quali Jari Kurri, Mark Messier, Paul Coffey, Wayne Gretzky.
Al termine di quella stagione vittoriosa, ma in cui ricevette critiche per l'involuzione del suo gioco, tornò in Europa. La stagione 1987-88 la giocò in Italia, con i colori dell'Hockey Club Bolzano che vinse quello scudetto. Nilsson si aggiudicò pure la classifica marcatori, con 158 punti in 43 incontri.
Tornò poi al Djugarden, ma per una sola stagione. Nel 1989-90 si trasferì in Svizzera ai Kloten Flyers con cui giocò tre stagioni.
Tornò poi ancora a Stoccolma, di nuovo per una sola stagione. Nel 1993-94 è in Austria con l'EC Graz, che perse la finale scudetto contro il VEU Feldkirch. Nel 1994-95 torna in Scandinavia, ma questa volta in Norvegia al Vålerenga Ishockey di Oslo. Al termine di quella stagione Nilsson tornò per l'ultima volta in NHL con gli Oilers, ma per soli sei incontri.
Ha chiuso poi la carriera con alcuni incontri (1995-96) nella terza serie Svedese e poi - dopo un anno di sostanziale stop (un solo incontro giocato, in Germania con lo Stoccarda) - con otto incontri nel campionato spagnolo 1997-98 con la maglia del CH Majadahonda.
Oggi è scout degli Edmonton Oilers in Europa.

### In nazionale
Con la maglia della nazionale svedese ha partecipato a:
- Campionato europeo juniores 1973.
- Campionato europeo juniores 1974.
- Campionato mondiale juniores 1975.
- Campionato mondiale juniores 1976.
- Canada Cup 1981.
- Canada Cup 1984 (medaglia d'argento).
- Campionato mondiale di hockey su ghiaccio 1985.
- Canada Cup 1987 (medaglia di bronzo).
- Campionato mondiale di hockey su ghiaccio 1989.
- Campionato mondiale di hockey su ghiaccio 1990 (medaglia d'argento).

Statistiche internazionali
| Anno | Team   | Evento | PG | G  | A  | Pt | PIM |
| ---- | ------ | ------ | -- | -- | -- | -- | --- |
| 1973 | Svezia | EJC    | 5  | 8  | 7  | 15 | 2   |
| 1974 | Svezia | EJC    | 5  | 5  | 5  | 10 | 0   |
| 1975 | Svezia | WJC    | 6  | 3  | 3  | 6  | -   |
| 1976 | Svezia | WJC    | 4  | 1  | 3  | 4  | 2   |
| 1981 | Svezia | CC     | 5  | 0  | 2  | 2  | 4   |
| 1984 | Svezia | CC     | 8  | 3  | 8  | 11 | 4   |
| 1985 | Svezia | WC     | 8  | 6  | 5  | 11 | 6   |
| 1987 | Svezia | CC     | 6  | 0  | 4  | 4  | 4   |
| 1989 | Svezia | WC     | 10 | 3  | 11 | 14 | 0   |
| 1990 | Svezia | WC     | 10 | 10 | 2  | 12 | 6   |

## Statistiche
|            |                       |            |     | Regular season | Regular season | Regular season | Regular season | Regular season | Regular season | Regular season | Regular season | Regular season |    | Playoff | Playoff | Playoff | Playoff | Playoff |
| Stagione   | Team                  | Campionato | PG  | G              | A              | Pt             | PIM            | P/M            | PP             | SH             | GW             | PG             | G  | A       | Pt      | PIM     |         |         |
| ---------- | --------------------- | ---------- | --- | -------------- | -------------- | -------------- | -------------- | -------------- | -------------- | -------------- | -------------- | -------------- | -- | ------- | ------- | ------- | ------- | ------- |
| 1973-74    | Djurgården            | Svezia     | 8   | 1              | 2              | 3              | 4              | -              | -              | -              | -              | 14             | 8  | 6       | 14      | 2       |         |         |
| 1974-75    | Djurgården            | Svezia     | 34  | 20             | 15             | 35             | 18             | -              | -              | -              | -              | -              | -  | -       | -       | -       |         |         |
| 1975-76    | Djurgården            | Svezia     | 36  | 28             | 26             | 54             | 10             | -              | -              | -              | -              | -              | -  | -       | -       | -       |         |         |
| 1976-77    | Djurgården            | Svezia     | 36  | 30             | 19             | 49             | 18             | -              | -              | -              | -              | -              | -  | -       | -       | -       |         |         |
| 1977-78    | Winnipeg Jets         | WHA        | 80  | 42             | 65             | 107            | 8              | -              | -              | -              | -              | 9              | 2  | 8       | 10      | 10      |         |         |
| 1978-79    | Winnipeg Jets         | WHA        | 78  | 39             | 68             | 107            | 8              | -              | -              | -              | -              | 10             | 3  | 11      | 14      | 4       |         |         |
| 1979-80    | Atlanta Flames        | NHL        | 80  | 40             | 53             | 93             | 10             | -3             | 14             | 0              | 3              | 4              | 0  | 0       | 0       | 2       |         |         |
| 1980-81    | Calgary Flames        | NHL        | 80  | 49             | 82             | 131            | 26             | +15            | 20             | 0              | 8              | 14             | 3  | 9       | 12      | 2       |         |         |
| 1981-82    | Calgary Flames        | NHL        | 41  | 26             | 29             | 55             | 8              | -20            | 13             | 0              | 0              | 3              | 0  | 3       | 3       | 2       |         |         |
| 1982-83    | Calgary Flames        | NHL        | 80  | 48             | 56             | 104            | 10             | +5             | 16             | 4              | 6              | 9              | 1  | 11      | 12      | 2       |         |         |
| 1983-84    | Calgary Flames        | NHL        | 67  | 31             | 49             | 80             | 22             | -24            | 7              | 9              | 5              | -              | -  | -       | -       | -       |         |         |
| 1984-85    | Calgary Flames        | NHL        | 77  | 37             | 62             | 99             | 14             | -4             | 9              | 3              | 3              | 3              | 0  | 1       | 1       | 0       |         |         |
| 1985-86    | Minnesota North Stars | NHL        | 61  | 16             | 44             | 60             | 10             | +4             | 8              | 0              | 2              | 5              | 1  | 4       | 5       | 0       |         |         |
| 1986-87    | Minnesota North Stars | NHL        | 44  | 13             | 33             | 46             | 12             | +2             | 8              | 0              | 1              | -              | -  | -       | -       | -       |         |         |
| 1986-87    | Edmonton Oilers       | NHL        | 17  | 5              | 12             | 17             | 4              | +10            | 1              | 0              | 0              | 21             | 6  | 13      | 19      | 6       |         |         |
| 1987-88    | HC Bolzano            | Italia     | 35  | 60             | 72             | 132            | 48             | -              | -              | -              | -              | 8              | 14 | 14      | 28      | -       |         |         |
| 1987-88    | HC Lugano             | Svizzera   | 2   | 2              | 0              | 2              | -              | -              | -              | -              | -              | -              | -  | -       | -       | -       |         |         |
| 1988-89    | Djurgården            | Svezia     | 35  | 21             | 21             | 42             | 36             | -              | -              | -              | -              | 1              | 0  | 1       | 1       | 0       |         |         |
| 1989-90    | EHC Kloten            | Svizzera   |     | 36             | 21             | 19             | 40             | -              | -              | -              | -              | -              | 5  | 4       | 5       | 9       | -       |         |
| 1990-91    | EHC Kloten            | Svizzera   | 33  | 37             | 39             | 76             | -              | -              | -              | -              | -              | 8              | 3  | 8       | 11      | -       |         |         |
| 1991-92    | EHC Kloten            | Svizzera   | 17  | 11             | 14             | 25             | 8              | -              | -              | -              | -              | 2              | 0  | 0       | 0       | 2       |         |         |
| 1992-93    | Djurgården            | Svezia     | 40  | 11             | 20             | 31             | 20             | -              | -              | -              | -              | 6              | 2  | 3       | 5       | 0       |         |         |
| 1993-94    | EC Graz               | Austria    | 57  | 23             | 42             | 65             | -              | -              | -              | -              | -              | -              | -  | -       | -       | -       |         |         |
| 1994-95    | VIF Valerengen        | Norvegia   | 6   | 1              | 1              | 2              | 8              | -              | -              | -              | -              | -              | -  | -       | -       | -       |         |         |
| 1994-95    | Edmonton Oilers       | NHL        | 6   | 1              | 0              | 1              | 0              | -5             | 1              | 0              | 0              | -              | -  | -       | -       | -       |         |         |
| 1995-96    | Nynashamn             | Svezia-3   | 2   | 2              | 3              | 5              | 6              | -              | -              | -              | -              | -              | -  | -       | -       | -       |         |         |
| 1997-98    | CH Majadahonda        | Spagna     | 6   | 8              | 12             | 20             | -              | -              | -              | -              | -              | 2              | 3  | 8       | 11      | -       |         |         |
| 9 stagioni | carriera NHL          |            | 553 | 264            | 422            | 686            | 116            | -20            | 97             | 16             | 28             | 59             | 11 | 41      | 52      | 14      |         |         |

## Premi
- 1978: Lou Kaplan Trophy (Rookie dell'anno in WHA)
- 1979: Paul Deneau Trophy (premio per il giocatore più corretto in WHA)
- 1980: Convocato per l'NHL All-Star Game
- 1981: Convocato per l'NHL All-Star Game
- 1989: Giocatore svedese dell'anno (Guldpucken)
- 2006: Inserito nella IIHF Hall of Fame

## Record
- Record di punti segnati da un giocatore svedese in una sola stagione NHL (131, stagione 1980-81)
- Record per i Calgary Flames di punti segnati in una stagione (131, stagione 1980-81)
- Record per i Calgary Flames di assist messi a segno in una stagione (82, stagione 1980-81)
- Record per i Calgary Flames di shorthanded goal in una stagione (9, stagione 1983-84)
- Record di punti segnati in una stagione nel campionato italiano (158, stagione 1987-88)